# Астана (концертна зала)
Концертний зал «Астана» (каз. «Астана» концерт залы; раніше — Палац цілинників, Конгрес-хол) — пам'ятка Нур-Султана, місце проведення громадсько-державних заходів. У 1982 році був включений до списку пам'яток історії та культури республіканського значення та охороняється державою.

## Історія

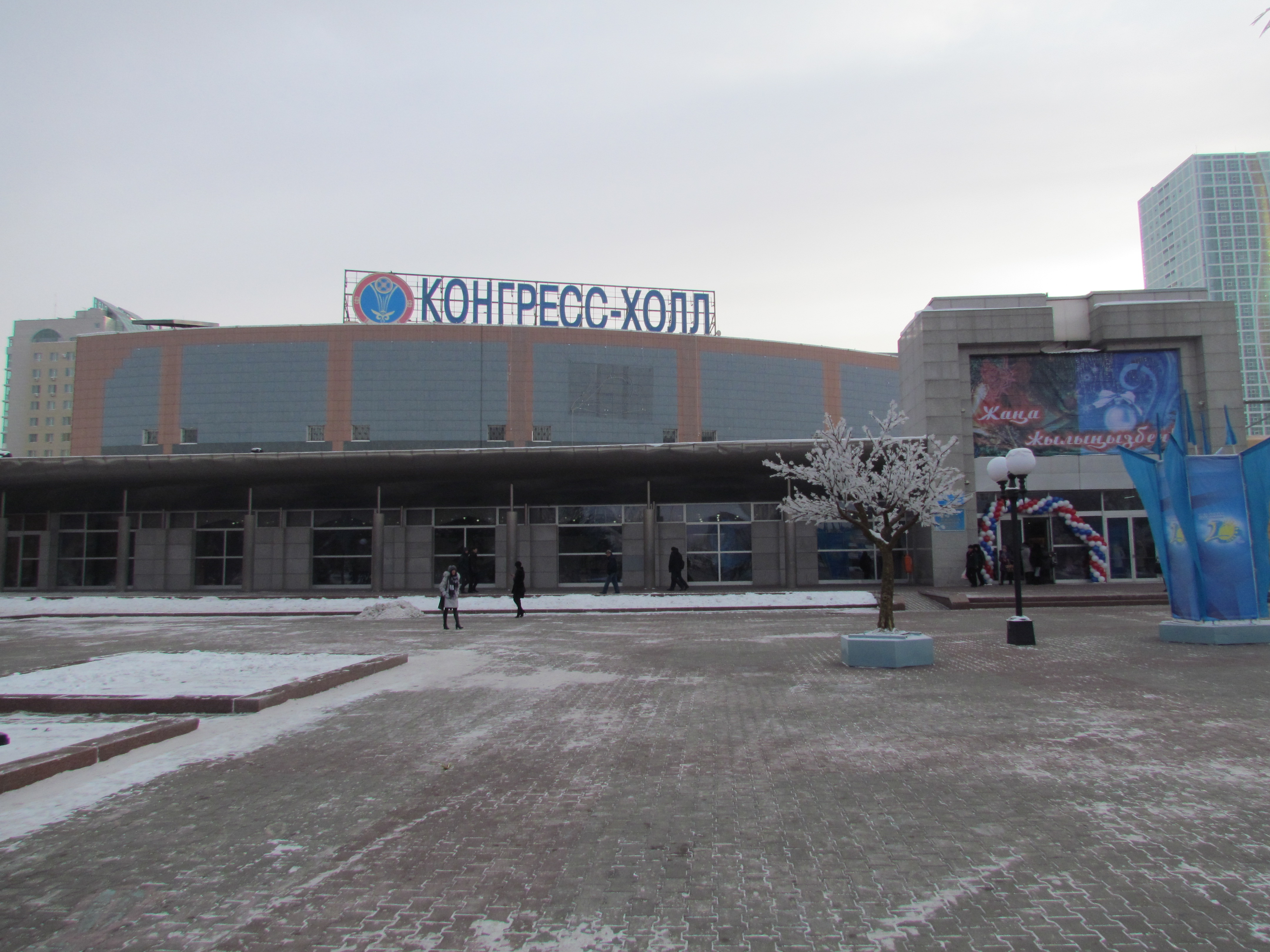
Конгрес-хол у 2011 році

На початку 1950-х років на цьому місці було збудовано літній кінотеатр «Батьківщина», який потім був знесений для будівництва Палацу цілинників. Освіта наприкінці 1960 року Цілинного краю з центром в Акмолінську, із 20 січня 1961 року перейменованого на Цілиноград, позначилося різке зростання його будівництва. Місту, що швидко розвивалося, була необхідна громадська будівля для проведення масових зборів. Під час приїзду у 1961 році М. С. Хрущова у всьому місті не знайшлося місткої зали для проведення форуму цілинників, і зустріч пройшла в одному з приміщень промислової зони.
Тому за проєктом латвійських архітекторів П. Фогелса, О. Краукліса та Д. Даннеберга в рекордні терміни було збудовано Палац цілинників із залом для глядачів на 2500 місць. Виразний вигляд будівлі оригінальної архітектури з багатофункціональним залом зробив його візитною карткою міста. Було встановлено 1200 світильників та 82 гучномовці. У кіноапаратній — десять проєкторів, величина кіноекрана — 34 на 13,1 метра. У холі розквіт ботанічний сад з екзотичними рослинами, надісланими з усього Союзу. 6 листопада 1963 року було відкриття Палацу цілинників. Охочих подивитися кінофільм чи побачити концерт було так багато, що перші пів року люди ходили до палацу організовано, на запрошення установами, цехами, класами. Крім кінофільмів та концертів, у Палаці цілинників проводилися вечори відпочинку, танців, новорічні карнавали.
У 1998 році палац зазнав корінної реконструкції та змінив назву на Конгрес-хол. Утративши у місткості — було прибрано амфітеатри, і зал став уміщувати 1600 місць, він виграв у комфорті, дизайні, не погіршилася акустика.
У 2016 був перейменований у концертний зал «Астана».